# Karl Moritz Haenel
Karl Moritz Haenel (* 27. April 1809 in Dresden; † 3. Januar 1880 ebenda; auch Carl Moritz Haenel oder Moritz Haenel) war ein deutscher Architekt und ranghoher königlich sächsischer Baubeamter, zuletzt leitete er als Oberlandbaumeister das staatliche Hochbauwesen. Er war der Vater des Architekten Oswald Haenel.

## Leben und Wirken

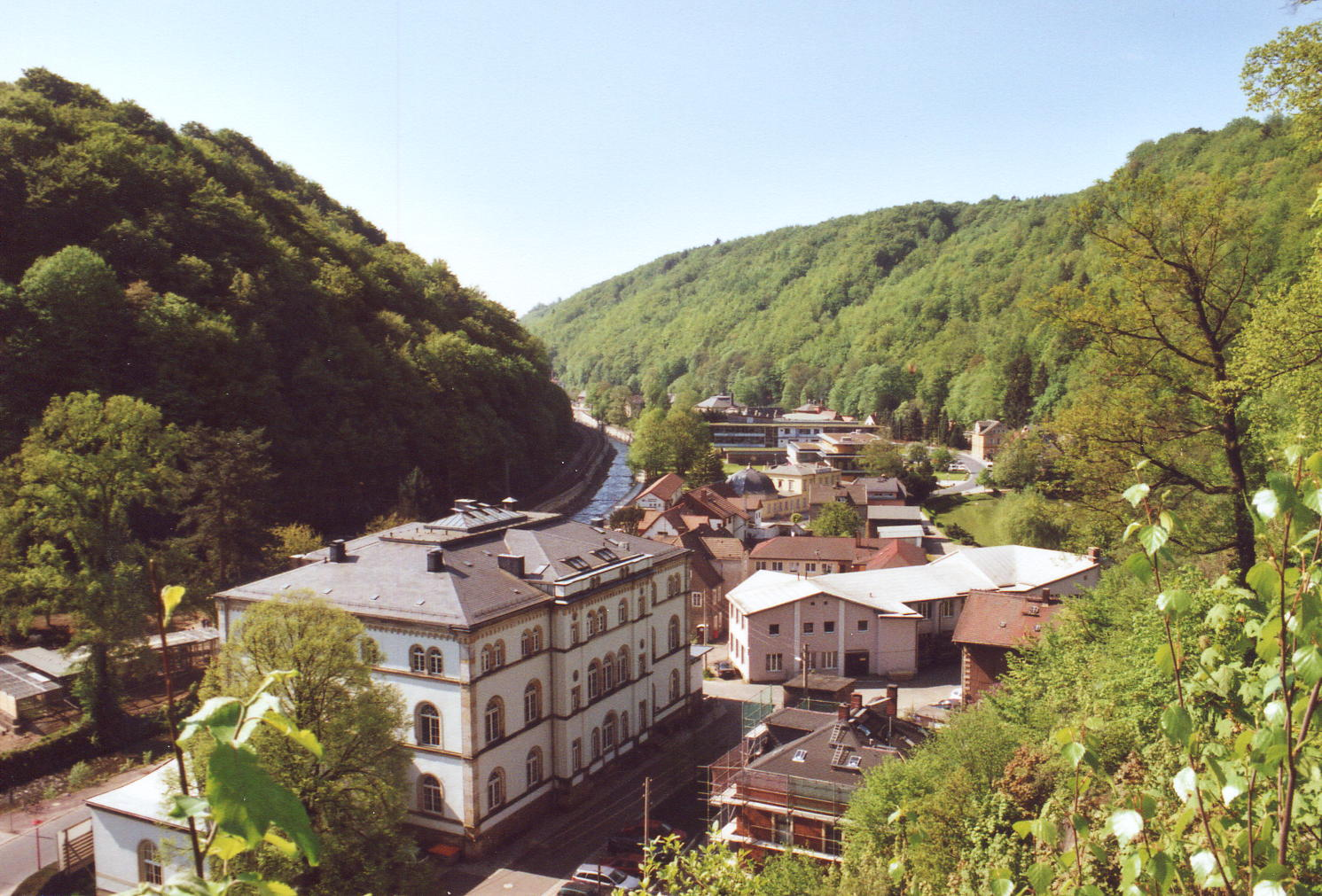
Gebäude der Forstakademie in Tharandt

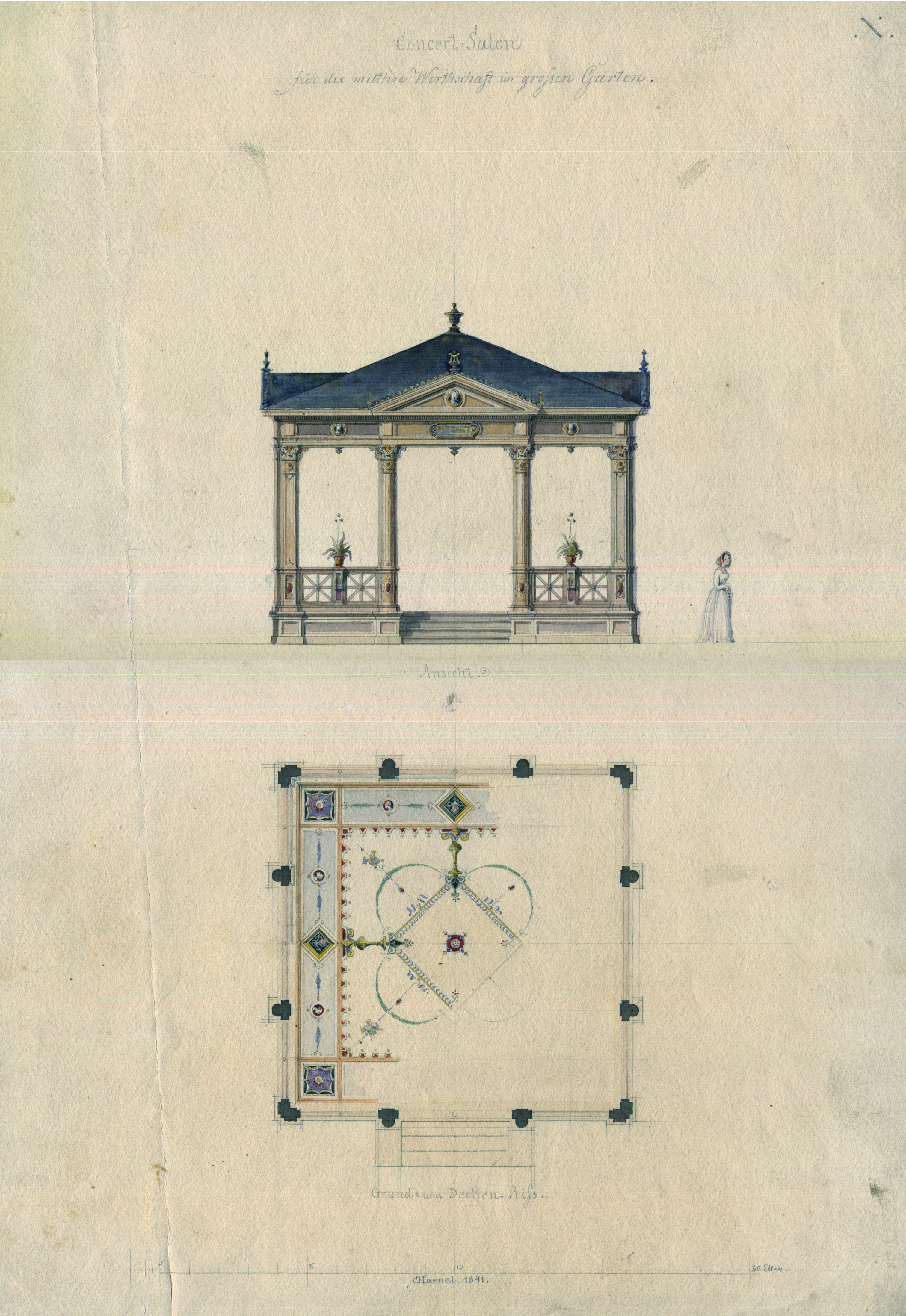
Originalzeichnung (30 cm × 42 cm) für den „Concert-Salon für die mittlere Wirthschaft im Großen Garten“ (Dresden, 1841)

Karl Moritz Haenel kam als Sohn eines Schuhmachermeisters zur Welt. Er trat bereits am 2. Februar 1820 im Alter von elf Jahren in die Bau- und Industrieschule der Dresdner Kunstakademie ein. Er wurde nach seinem Studium, unter anderem bei Carl August Benjamin Siegel und Joseph Thürmer, 1837 zum Landbaukondukteur und 1844 zum Landbaumeister ernannt.
Zwischen 1837 und 1844 unternahm er Studienreisen nach Paris sowie in die Niederlande und baute die Kapelle im königlichen Weinberg in Wachwitz um. 1845 erhielt Haenel die Aufgabe, die Spitzhaustreppe bei der Hoflößnitz wiederherzustellen. Dabei erweiterte er sie bis 1847 auf insgesamt 397 Stufen. Von 1847 bis 1849 entstand nach seinen Plänen das Gebäude der königlich sächsischen Forstakademie in Tharandt (heute Altbau der Fachrichtung Forstwissenschaften der Technischen Universität Dresden). Nach Gottfried Sempers Flucht aus Dresden wegen seiner Teilnahme an der Revolution von 1848 erhielt Haenel die Aufgabe, den Bau der Gemäldegalerie des Zwingers zu vollenden.
Zwischen 1854 und 1857 errichteten Haenel und Frommherz Lobegott Marx den Turm der Dreikönigskirche in Dresden-Neustadt. Der 1849 durch die revolutionären Ereignisse zerstörte Stadtpavillon des Zwingers wurde zwischen 1857 und 1863 von Haenel wiederaufgebaut. Von 1858 bis 1859 baute er das Schloss Roßthal bei Dresden im Stil der Neorenaissance um und versah es mit zwei neuen Obergeschossen. Des Weiteren erfolgten die Erneuerung der Schlösser Heynitz, Zschorna bei Großenhain, Zschepplin und Döben, der Neubau der Porzellanmanufaktur Meißen, der Tierarzneischule und des Böhmischen Bahnhofs in Dresden.
Im Jahr 1862 wurde Haenel zum Oberlandbaumeister ernannt. 1864 ließ der Graf Franz Anton von Thun und Hohenstein auf dem Hohen Schneeberg nach Plänen von Haenel den noch heute bestehenden Aussichtsturm errichten.
Nach Gründung der Pfarrgemeinde der Schlosskirche in Chemnitz 1859 erfolgte eine Restaurierung der Kirche durch Haenel von 1867 bis 1875. Von 1872 bis 1876 baute er das Dresdner Johanneum in ein historisches Museum um. Außerdem wurden der gesamte Burgberg mit dem Kornhaus und der Albrechtsburg in Meißen baulich instand gesetzt und aufgewertet sowie die Burg Kriebstein und das Schloss Gaußig umgebaut. Die Katholische Hofkirche in Dresden wurde erneuert und die Entbindungsanstalt in Friedrichstadt sowie das Friedrichschlösschen im Barockgarten Großsedlitz neu gebaut. Haenel führte auch die Bauaufsicht bei der Errichtung der zweiten Semperoper in Dresden.
Haenel wurde 1879 wegen einer Erkrankung in den Ruhestand versetzt; sein Nachfolger als letzter sächsischer Oberlandbaumeister wurde Carl Adolph Canzler. Haenel starb Anfang 1880 in Dresden.

## Auszeichnungen
Haenel wurde vor 1866 zum Ritter des königlich sächsischen Verdienstordens ernannt und vor 1874 mit der Ehrenmitgliedschaft der königlich sächsischen Akademie der bildenden Künste ausgezeichnet.